# Quase Dois Irmãos
Quase Dois Irmãos é um filme brasileiro de 2005, do gênero drama, dirigido por Lúcia Murat.

## Sinopse
Miguel é um senador que decide reencontrar Jorge, amigo de infância e atualmente poderoso traficante de drogas do Rio de Janeiro, para negociar um projeto social nas favelas. De origens diferentes, eles se tornaram amigos na década de 1950. Nos anos 70, reencontraram-se na prisão da Ilha Grande, onde os prisioneiros políticos e presos comuns dividiam o mesmo espaço.

## Elenco
- Caco Ciocler .... Miguel - anos 70
- Flávio Bauraqui .... Jorginho - anos 70
- Werner Schünemann .... Miguel
- Antônio Pompêo .... Jorginho
- Maria Flor .... Juliana
- Fernando Alves Pinto .... Peninha
- Marieta Severo .... Helena
- Luiz Melodia .... Seu Jorge
- Brunno Abrahão .... Miguel - anos 50
- Pablo Ricardo Belo .... Jorginho - anos 50
- Cristina Aché .... mulher de Miguel nos anos 70
- Lúcia Alves .... mulher de Miguel em 2004
- Márcio Vito .... político preso
- Babu Santana .... Pingão
- Flávio Pardal .... Diogo
- Renato de Souza .... Deley
- Paulo Hamilton ... João Salgado, preso político.

## Principais prêmios e indicações
Festival de Mar del Plata 2005 (Argentina)
- Venceu na categoria de Melhor Filme Ibero-americano.
- Indicado na categoria de Melhor Filme.

Grande Prêmio Cinema Brasil (Brasil)
- Indicado nas categorias de Melhor Ator (Flávio Bauraqui e Caco Ciocler) e Melhor Edição.

Festival do Rio (Brasil)
- Venceu nas categorias de Melhor Diretor e Melhor Ator (Flávio Bauraqui).

Festival de Cinema Brasileiro de Paris (França)
- Ganhou o prêmio de Melhor Filme - Júri Popular.

Prêmio ACIE de Cinema (Brasil)
- Indicado nas categorias de Melhor Filme, Melhor Diretor, Melhor Ator (Flávio Bauraqui) e Melhor Roteiro.